# Stanisław Broniowski
Stanisław Broniowski (lub Broniewski) herbu Tarnawa (ur. 1507, zm. 8 listopada 1582) – chorąży przemyski w latach 1546–1551, koniuszy przemyski w latach 1555–1574, starosta barski w latach 1574–1582, dworzanin konny Zygmunta II Augusta w 1548 roku, rotmistrz jazdy obrony potocznej w 1558 roku.

## Życiorys
Był trzecim synem Marcina, burgrabiego krakowskiego i rycerza Grobu Pańskiego w Jerozolimie, starosty lubaczowskiego i właściciela dóbr w Potyliczach i Bieździedzy.
Stanisław został włączony do służby dyplomatycznej stosunkowo szybko, gdyż w 1545 r. jako dworzanin króla Zygmunta Starego był wysyłany do Konstantynopola z misjami mediacyjnymi i przekonania Turków o odstąpieniu od budowy umocnień granicznych Polski. Dalsze lata spędził w oddziałach rycerskich, które w chanacie krymskim brały udział w licznych potyczkach granicznych. Po zakończeniu służby stał się hojnym darczyńcą dla zakonów.. W Bieździedzy często gościła jego córka, Barbara, żona Łukasza Górnickiego, autora Dworzanina Polskiego.
Został pochowany w krużgankach krakowskich franciszkanów. Na nagrobkowej chorągwi widnieje napis: "Generosus Stanislaus Broniewski de Bezdziedza".
Jego krewnym był Marcin Broniowski, dworzanin Zygmunta Augusta, sekretarz i dyplomata w służbie króla Stefana Batorego, poseł na Krym i autor wydanego w 1595 r. dzieła "Tartariae descriptio" (Opis Tatarii).